# كولن بانكس
كولن بانكس (بالإنجليزية: Colin Banks)‏ هو مصمم جرافيك بريطاني، ولد في 16 يناير 1932، وتوفي في 9 مارس 2002.